# Siren (Heather Nova)
Siren è il terzo album in studio della cantautrice e poetessa bermudiana Heather Nova, pubblicato nel 1998.

## Tracce
Testi e musiche di Heather Nova.
1. London Rain (Nothing Heals Me Like You Do) – 3:49
2. Blood Of Me – 3:59
3. Heart And Shoulder – 3:58
4. What A Feeling – 4:46 – (Questo brano era intitolato "Fruit", e in seguito "What a Feeling (Fruit)", in alcune delle versioni promozionali)[3]
5. Valley Of Sound – 4:20
6. I'm The Girl – 5:23
7. Winter Blue – 4:56
8. I'm Alive – 3:40
9. Widescreen – 4:19
10. Paper Cup – 3:29
11. Avalanche – 4:07
12. Make You Mine – 4:56
13. Ruby Red – 4:05
14. Not Only Human – 5:06

Disco bonus nell'edizione australiana
1. Grow Young
2. Water From Wine
3. London Rain (Nothing Heals Me Like You Do) (acoustic)
4. Blind
5. Walk This World (acoustic)

Tracce bonus nell'edizione giapponese
1. Grow Young – 3:11
2. Water From Wine – 3:17
3. London Rain (Nothing Heals Me Like You Do) (acoustic) – 3:59

Parte B
1. London Rain (Nothing Heals Me Like You Do) (acoustic)
2. Days & Nights
3. The Ship Song – (Nick Cave cover)
4. Nothing
5. Many Rivers To Cross
6. Grow Young
7. Water To Wine